# 孙坚
孙坚（155年—191年），字文臺，吴郡富春县（今浙江省杭州市富陽区）人，东汉末年軍閥諸侯将领，是孙吴勢力的首創者，奠基者孫策和建國者孫權的父親，漢破虏將軍、封乌程侯、领豫州刺史、長沙太守。在討伐董卓期間擔任先鋒建立許多戰功，諸如斬殺華雄、擊敗呂布、率先進入洛陽、迫使董卓求和等事蹟。史载其“容貌不凡，性阔达，好奇节”。后在军阀混战中阵亡。其次子孫權稱帝後，追尊為武烈皇帝，庙号始祖。

## 生平

### 少年英雄
孙坚出生于永寿元年（155年）。據《三國志》記載自稱是大軍事家孫武之後裔。韋昭《吳書》记载其族“世仕吳，家于富春”，也說孫堅「容貌不凡，性闊達，好奇節」。
《三国志》记载他17岁就单挑群盗。當時隨其父孫鍾一起乘船去錢塘，途中，正碰上海盜胡玉等人搶掠商人財物，在岸上分赃。商旅行人，一見此情此景，都嚇得止步不前，過往船只，也不敢向前行駛。孫堅見狀，對父親說：“此賊可擊，請討之。”他父親說：“非爾所圖也。”但孫堅已經拿刀衝上岸，並且指手劃腳，分贓人以為官兵捕捉，嚇得立刻拋棄財物逃跑；孫堅追捕海賊，還斬下一個首級回來，其父孫鍾大驚，孫堅因此事出名並做了縣吏。“以骤勇敢为见重于州郡”，历任郡县的司馬、县丞。
漢靈帝熹平元年（172年）會稽妖賊許昌起於句章，自稱陽明皇帝，與其子韶煽動諸縣，眾以萬數。孫堅以郡司馬募召精勇，得千餘人，與州郡之兵合力討破許氏。刺史臧旻列上功狀，詔孫堅真除鹽瀆丞，數歲徙盱眙丞，又徙下邳丞。

### 征伐黃巾
中平元年（184年）四月，加入討伐軍行列黄巾起义军的战斗，左中郎將皇甫嵩及右中郎將朱儁各領一軍，控制五校、三河騎士及剛招募來的精兵勇士共四萬多人，討伐潁川一帶的黃巾軍。當時孫堅募集諸商旅及淮、泗精兵，鄉里少年在下邳者皆願隨孫堅從军，千餘多人。朱儁上表召募下邳的孫堅為佐軍司馬，與朱儁並力奮擊，所向無前。六月，黃巾黨便改以趙弘為帥，以十餘萬人佔據宛城。而皇甫嵩與朱儁繼續進擊汝南、陳國的黃巾軍，追擊波才到陽翟，最後在西華大敗彭脫，餘軍想逃到宛城，但孫堅登城先入，眾人蟻附般推進，大破敵軍，成功討平豫州一帶的黃巾軍。張角唯有撤到廣宗，盧植建築攔擋、挖掘壕溝，製造雲梯，將可攻下城池。朝廷下詔再重新調動將領：皇甫嵩北上東郡；朱儁則進攻南陽的趙弘。
十月，零陵人觀鵠自稱「平天將軍」寇桂陽，被孫堅所斬。走保宛城。有一次孙坚乘胜追击，孤军深入，结果受伤坠马倒在草叢裏，当时军士分散而没有人发现，后来孙坚的坐騎跑回营地，將士便随马而来，才隨馬在草叢裏找到孫堅，並將孫堅扶回營地裡養傷。戰傷養了十多日，伤势好转後，又奔赴沙场。汝、穎賊困迫，逃至宛城，固守。孙坚勇当一面，亲冒矢石，登城先入，眾乃蟻附，遂大破黄巾。手下士兵受到如此鼓舞，一鼓作气，從南門打進去拿下了宛城。朱儁将此事奏表朝廷，封孙坚为别部司马。

### 涼州兵變
中平二年（185年），涼州邊章與韓遂兵變，朝廷派遣以董卓為中郎將，副左車騎將軍皇甫嵩征討。皇甫嵩以無功免歸，不利。後再派張溫出任司空、車騎將軍，張溫邀請孫堅一起前往，任參軍，屯軍長安。當時，張溫以詔書邀召集董卓，董卓隔了很久才到，張溫於是責罵董卓。當時，孫堅也在場，於是偷偷告訴張溫：「董卓不怕犯罪而對您高傲，應該以檄召不到，以軍法處斬。」張溫說：「董卓以威名在隴蜀之間，今天殺了他恐怕征討邊章等不利。」孫堅說：「您以中央軍討賊，名聲已震天下，何必要依賴董卓？我聽董卓的言論，已經冒犯上司，這是第一罪；邊章等人在西域跋扈多年，應該立即撲滅，董卓討寇不力，使士氣大挫，是第二罪；董卓無功無勞，又應召不到，氣宇高傲，是第三罪。古代將領，以朝廷威儀服眾，沒有說不殺人就可以立威的。過去穰苴斬莊贾，魏絳殺揚干都是。今天您對他心軟，不立即動手，恐怕有損軍威。」懦弱的張溫實在不敢這麼做，反而說：「你快走罷！免得董卓懷疑。」孫堅於是離去。後來，董卓進京，張溫反被董卓所殺。

### 區星之亂
中平四年（187年）長沙賊軍首領區星自稱將軍，萬眾餘人攻圍城邑，朝廷敕封孫堅為長沙太守。孫堅到郡中親率將士，施方略設備，不到一個月的時間，攻克破區星。周朝、郭石亦率徒眾起於零陵、桂陽，與區星相呼應起兵，遂越境過去零陵與桂陽征討周朝、郭石，郡中震服，三郡整肅。漢朝以孫堅的平亂戰功，封其爵位為烏程侯。當任太守期間推舉當地名士桓階為孝廉。
当时宜春县被賊兵攻打，時宜春縣令是廬江太守陸康的侄兒，卻派使者求助于孙坚。孫堅整装待发，主簿劝孙坚不要越界征討，孙坚说：“我没有什么文德，以征讨为功，越界帮忙也是为了保全別的郡國，即使获罪，我也无愧于天下！”于是進兵，賊兵闻风而散。

### 群雄討董
初平元年（190年）初，東郡太守橋瑁向各地諸侯發出討伐董卓的檄文，眾諸侯紛紛起兵響應討伐董卓，孫堅在長沙起兵北上前往會盟。荊州刺史王叡一向待孙坚无礼。王叡起兵讨伐董卓前，声称要先讨伐与自己不和的武陵太守曹寅。曹寅怕被殺，便偽造案行使者温毅的檄文交给孙坚，檄文中要求孙坚诛杀王叡。孫堅立即领兵前往王叡处，王叡問：「我（有）何罪？」孫堅答道：「坐無所知。」（你的罪过就是什么都不知道。）王叡便吞金自殺（把生金削到酒中，然後灌下，古書載：生金有毒。）。南陽太守張咨在孫堅軍過時不加以支援。孫堅送牛、酒給張咨，張咨次日亦上门答谢，二人酒宴正酣時，長沙主簿入內报告孙坚：「前移南陽，而道路不治，軍資不具，請收主簿推問意故。」張咨十分恐懼，却因四周士兵封鎖无法离开。不久，主簿又报：「南陽太守稽停義兵，使賊不時討，請收出案軍法從事。」张咨随即被斬。从此无人敢不满足孙坚军的要求。孫堅率軍到達魯陽，盟於袁術。袁術立即上表朝廷，表奏孫堅破虜將軍，領豫州刺史。故孫堅又稱為「孫破虜」。

### 嫁禍屬下
初平元年（190年）冬，孫堅派長史公仇稱回州督促軍糧，於城門東外設帳幔，邀請官屬為公仇稱設宴送行。剛好董卓軍數萬步、騎突然出現，但孫堅仍在行酒令、談笑自若，整頓部曲，命他們不可妄動。後來董軍騎兵漸到，孫堅才起來，徐徐率軍入城，對他們說：「向堅所以不即起走，恐兵相蹈藉，諸君不得入耳。（我之所以不立即起來走避，是怕士兵互相爭先，令眾人反而不能入城。）」董卓軍見孫堅軍整齊，不敢攻勢而歸還。
後孫堅改屯梁東，而董卓派徐榮、李蒙四出虜掠，與孫堅在梁縣發生遭遇戰，孫軍大敗，孫堅與數十騎突圍而走。因為孫堅兜鍪配戴赤幘（紅色頭巾），太過顯眼被董軍認出，便脫下來給了近將祖茂戴上，引開徐榮軍騎兵，孫堅則由小路逃出。祖茂被敵軍追得困迫，便下馬將頭巾放在一條燒過的柱上，自己則隱藏在草堆中。騎兵看見頭巾，以為是孫堅，便將頭巾重重圍繞，到近看才發現是柱後便離去。孫軍大多兵將被俘，甚至以殘酷手段所殺，如潁川太守李旻就被烹死，其他士卒則以布纏裹，吊起倒立到地，用熱油灌殺。

### 斬殺華雄
初平二年（191年）二月，孫堅收復散兵，屯兵陽人，董卓便派胡軫為大督護、呂布為騎督及其他多位都督，率五千步騎攻擊孫堅。呂布與胡軫不和，軍中惟亂，士卒散亂。孫堅追擊，胡軫與呂布敗退。胡軫揚言要斬殺一個長官，做為整肅軍紀手段，各都督聽到後都十分討厭他。當到達離陽人城數十里的廣成已是黃昏，兵馬疲乏，又受董卓節度，便下紮餵馬、休息，準備在夜裡出發，次日早上攻城。各將領討厭胡軫，想要破壞他的計劃，呂布等便揚言陽人的士兵已走，應立即追擊。胡軫立即出兵，但原來孫堅軍已整頓守備，董軍無奈，加上吏士飢渴，人馬疲乏，唯有就地休息。呂布又大喊敵人偷襲，全軍混亂，棄甲逃走，騎失馬鞍。逃出十多里外，才發現沒有敵人，剛好天亮，便拿回兵器，想再攻城，可是軍隊已被孫堅軍發現，城池已被加固，胡軫等唯有撤退。孫堅出城追擊，大敗敵軍，斬殺都督華雄等人（三國演義為尊劉貶曹抑孫戲劇效果移花接木給關羽因而虛構出溫酒斬華雄）。
孫堅大敗董卓軍，有人便向袁術進言：「孫堅若得到洛陽，就無法再制約他了，趕走了董卓這匹狼，卻反而迎來了孫堅這隻老虎。」袁術心生疑懼，便不發放運輸糧草給孫堅。孫堅便連夜趕回魯陽，嚴辭切責袁術，且說：「我之所以不顧性命出兵，上為報國討賊、下為報將軍您族人之仇。我孫堅與董卓亦無殺害親人的仇怨，而將軍您卻聽信讒言，竟然還懷疑我。」袁術聽完孫堅之言後感到羞愧，於是立即調度孫堅軍的糧草及軍械，孫堅亦回到陽人。

### 誓殺董卓
董卓知道孫堅厲害，便派李傕游說孫堅和親，更稱可以令其子弟們擔任刺史、郡守，但孫堅一身英雄正氣，且義正辭嚴的不為所動，並拒絕董卓的利誘，還厲聲嚴喝怒斥董卓，聲言要滅其三族，并立即進軍大谷，董卓親自率兵與孫堅在先帝陵墓間發生戰鬥，董卓敗走，移屯澠池，另在陝集兵。孫軍便進入洛陽宣陽城門，擊破董卓軍殿後的中郎將呂布。入城后扫除宗庙，祠以太牢，孫堅祭祀天地后，分兵出函谷關，到新安、澠池防禦董卓軍。董卓留董越屯兵澠池，段煨屯兵華陰，牛輔屯兵安邑，其他將領留守各縣，制衡山東，自己則出發向長安。而孫堅得不到各路諸侯支持，于修繕漢室皇陵後，便率軍還魯陽。孙坚勇敢对抗董卓引起董卓重视，董卓对长史刘艾说：“关东诸将屡战屡败，不足为虑，只有孙坚这家伙，大家要警惕。”

### 聯軍星散
雖然先鋒隊孫堅軍攻進了洛陽，但聯軍的諸侯軍閥卻各懷鬼胎，故意按兵不動且飲酒作樂，為了擴大勢力地盤紛紛兼并割據。袁紹、袁術雖為兄弟，可互相也爾虞我詐，勾心斗角。因袁術不贊同袁紹擁立新帝劉虞的提議，使兄弟二人就此不和。當袁術派孫堅去攻打董卓未歸之時，袁紹卻改派周喁為豫州刺史，想要奪取孫堅的地盤，率兵襲取豫州陽城（今河南省鄭州市登封市陽城區鎮）。孫堅得此訊息，感慨道：“我們同舉義兵，是為了挽救江山社稷。如今逆賊將被掃滅，內部卻如此爭鬥起來，我跟誰戮力同心，回天轉日呢？”語畢便流下英雄淚來，之後孫堅在豫州戰事中對上周喁屢次取勝，亦得到汝颍地区黄巾军的依附。在此同時，孫堅雖為討董先鋒隊，但始終得不到聯軍各路人馬的支援，當得知討董的聯軍諸侯已經各自割據勢力後，只能在沒有多大的成果之下結束了董卓討伐戰。有史料記載孫堅軍進入洛陽後拾獲傳國璽，但後來被袁術劫持孙坚妻吳夫人以奪取玉璽，作為稱帝的憑據。

### 將星殞落
初平二年（公元191年），孫堅奉袁術之命討伐荊州劉表。劉表派其部將黃祖出戰，於樊城與鄧州之間決戰，孫堅趁夜幕突襲，黃祖逃入峴山。孫堅部眾繼而入山乘勝追擊黃祖殘部，追至峽谷中一竹林之際，遭黃祖部下呂公佈於兩邊山峽上之伏兵投擲圓木落石。孫堅被落石擊中頭部，當場腦漿迸裂陣亡，享年三十七歲。
長沙人桓階因為曾被孫堅推舉為孝廉，為報此恩，他大膽前往劉表處與其斡旋。劉表欣賞其義行，於是答允其要求，把孫堅的遺體送還給孫家。之後孫堅的侄子孫賁（孫堅之兄孫羌之子）統率孫堅部眾投靠袁術，袁術上奏孫賁為豫州刺史。

### 卒年疑问
关于孙坚的卒年，史料上有三种记载：
- 初平二年（191年）。《三國志·吳書·孫策傳》裴松之註引《吳錄》所載孫策表文稱「臣年十七，喪失所怙」，孙策死于建安五年（200年），时年26岁，则初平二年（191年）孫策17歲時父親孫堅去世；註文又載「張璠《漢紀》及《吳曆》併以堅初平二年死」。裴松之据以上史料认为陳壽所記載的孫堅卒於192年有誤。司马光、潘眉、卢弼也认同这一推论[19]。
- 初平三年（192年）。《三國志·吳書·孫堅傳》对孙坚死亡的记载在「初平三年（192年），术使坚征荆州」后，部分人据此认为孙坚卒于192年。（開始出征為192年，戰死於193年）[來源請求]《后汉书》、《后汉纪》也记载孙坚死于初平三年（前者作春季、後者系於五月）。
- 初平四年（193年）。《三國志·吳書·孫堅傳》裴松之注引《英雄記》称：「坚以初平四年正月七日（193年2月25日[20]）死。」

以下為司馬光的《通鑑考異》內容：
【范書初平三年春堅死】吳志孫堅傳亦云初平三年，英雄記曰初平四年正月七日死，袁紀初平三年五月。山陽公載記載策表曰“臣年十七，喪失所怙。”裴松之按策以建安五年卒，時年二十六，計堅之亡，策應十八，而此表云十七，則為不符。張璠漢紀及胡沖吳曆並以堅初平二年死，此為是而本傳誤也，今從之

### 後繼有子
孙坚身故之后，由其侄孙贲率领其军队，并护送灵柩。另長子孫策本當承襲父親爵位（烏程侯），但孫策讓之於四子孫匡承襲。
建安三年（198年），孫策成功平定江東，建立起江東政權。建安四年（199年）孫策率軍討伐黃祖，迫使黃祖隻身逃走。孙策死后，次弟孙权继业。
建安八年（203年），孫權率軍戰黃祖爆發了夏口之戰但無功而返失利損兵折將凌操。
建安十三年（208年）春時，孫權再次率軍征伐黃祖爆發了江夏之戰，大將呂蒙打敗黃祖水軍，並收編了甘寧作為麾下，凌統則攻克江夏守軍，孫權軍大獲全勝，黃祖被孫權配下騎兵馮則所殺，並奪取江夏為領土。同年冬時，爆發了赤壁之戰，周瑜及程普率軍大敗曹操於赤壁烏林一帶，奠定了三國鼎立之局面。
黃龍元年（229年）次子孫權称帝后，立建業為帝都，追諡其父破虜將軍孙坚为“武烈皇帝”，以「思崇嚴父配天之義」尊廟號始祖，葬高陵墓，追諡其母孫破虜吳夫人為“武烈皇后”，追諡其兄討逆將軍孫策為“長沙桓王”，並冊封長子孫登為皇太子，孙策子孫紹為吳侯。

## 部下
- 程普，字德謀，追隨孫堅，孫堅死後繼而追隨其長子孫策與次子孫權為主公，為東吳三代老將元勳，功勳卓著，軍中諸將最為年長，東吳軍士尊稱為“程公”，後輕視周瑜，便多次羞辱周瑜，但周瑜每次都容忍下來，程普才認同周瑜的氣量與為人。
- 黃蓋，字公覆，追隨孫堅，孫堅死後繼而追隨其長子孫策與次子孫權為主公，為東吳三代老將元勳，和周瑜商量破曹之計，並獻計於周瑜火攻燒船破曹，周瑜認為可行，赤壁之戰火燒戰船，黃蓋領首功。
- 韓當，字義公，追隨孫堅，孫堅死後繼而追隨其長子孫策與次子孫權為主公，為東吳三代老將元勳，韓當因為善使弓術、騎術而且臂力過人而受到孫堅賞識及提拔，對孫氏江東的奠定與穩定付出功不可沒，為東吳立下赫赫戰功。
- 朱治，字君理，初為縣吏，後察孝廉，州辟從事，隨孫堅征伐。中平五年，拜司馬，從討長沙、零、桂等三郡賊周朝、蘇馬等，有功，孫堅表朱治行都尉。從破董卓於陽人，入洛陽。上表為行督軍校尉，特將步騎，東助徐州牧陶謙討黃巾。孫堅戰死後，助孫策，依附袁術。後知袁術心術不正，勸孫策平江東。時太傅馬日磾在壽春，辟朱治為掾，遷吳郡都尉。是時吳景已在丹楊，而孫策為袁術攻廬江，於是劉繇恐為袁術、孫策所并，遂搆嫌隙。而孫策家門盡在州下，朱治使人於曲阿迎孫堅妻吳夫人及孫家弟妹，所以供奉輔護，甚有恩紀。朱治從錢唐欲進到吳郡，破吳郡太守許貢。山賊嚴白虎，朱治遂入郡，領太守事。
- 祖茂，字大榮，在梁縣孫堅遭徐榮伏擊而率眾包圍孫堅，孫堅令近身侍衛祖茂穿戴著孫堅常戴的紅頭巾，董卓騎兵隊以為戴紅頭巾的祖茂是孫堅，祖茂負責引開董卓追兵，於是追擊祖茂，孫堅因此能逃脫。
- 徐琨，追隨孫堅征伐有功，拜偏將軍。孫堅死後，隨孫策討樊能、于麋等於橫江，擊破張英於當利口，擊走笮融、劉繇。領丹楊太守，會吳景委廣陵來東，復為丹楊守，以督軍中郎將領兵，從破廬江太守李術，封廣德侯，遷平虜將軍。後從討黃祖，中流矢卒。父為孫堅妹夫徐真，女兒為孫權徐夫人、孫登養母。
- 吳景，追隨孫堅征伐有功，受封騎都尉。孫堅死後，討伐丹楊太守周昕，佔領了丹楊後袁術上表吳景爲丹楊太守。袁術與劉備爭奪徐州時，任命吳景為廣陵太守。袁術僭越稱帝時，孫策派人通知吳景。吳景東歸孫策，孫策仍任他為丹陽太守。漢使到來，授銜揚武將軍，仍舊領丹楊。其姊為孫堅正妻孫破虜吳夫人。
- 孫靜，字幼臺，孫堅幼弟，孫堅起兵後以宗室數百人戒備故鄉，協助孫策平定江東一帶，攻伐會稽時，獻策以聲東擊西之計擊敗易守難攻的會稽，後來孫策平定江東後予以重任，孫靜因思念故鄉而推辭，回到家中病死。
- 孫河，字伯海，孫堅族子，曾出繼姑家俞氏。孫河自少跟隨孫堅出征，常常作前驅，後來領孫堅親兵，軍隊內部的事項軍紀他都清楚，被孫堅視為心腹。
- 孫香，字文陽，孫堅再從弟孫孺之子，追隨孫堅征伐有功，孫堅戰死後隨孫策投靠袁術，後因路途遙遠而未能回到江東追隨孫策創業，病死於壽春。
- 孫賁，字伯陽，孫堅侄子，孫堅在長沙起兵時，孫賁棄官追隨孫堅征伐，孫堅戰死後護送孫堅靈柩，並統領孫家部眾依附袁術，孫策率兵過江平江東給予協助，孫策與袁術決裂後，孫賁響應孫策的號召而渡江回江東，領豫章太守封都亭侯。
- 芮祉，字宣嗣，從孫堅征伐有功，孫堅舉薦芮祉為九江太守，後轉吳郡，所在有聲。其長男芮良(字文鸞)隨孫策平江東，孫策任其為會稽東部都尉，其次男芮玄(字文表)在兄長死後統領其兵，並立下不少汗馬功勞，以功被封為溧陽侯。孫權欲為太子孫登娶妃，群臣皆以芮祉、芮良、芮玄以德義文武顯名三世，而推薦芮玄之女。
- 公仇稱，孫堅部下，擔任長史一職，孫堅討伐董卓時派他袁術軍駐地去催促糧草[28]。

## 評價
- 陳壽：“勇挚刚毅，孤微发迹，导温戮卓，山陵杜塞，有忠壮之烈。”
- 朱治：“破虜將軍昔率義兵入討董卓，聲冠中夏，義士壯之。”
- 張紘：“紘以破虜有破走董卓，扶持漢室之勳。”
- 董卓：“孙坚小戆，颇能用人，当语诸将，使知忌之。”
- 刘艾：“坚虽时见计，故自不如李傕、郭汜。”“坚用兵不如李傕、郭汜。坚前与羌战於美阳，殆死，无能为！”
- 陆机：“权略纷纭，忠勇伯世，威棱则夷羿震荡，兵交则丑虏授馘，遂扫清宗祊，蒸禋皇祖。……忠规武节，未有如此其著者也。”
- 华谭：“昔吴之武烈，称美一代，虽奋奇宛叶，亦受折襄阳。讨逆雄气，志存中夏，临江发怒，命讫丹徒。”
- 裴松之：“孙坚于兴义之中最有忠烈之称，若得汉神器而潜匿不言，此为阴怀异志，岂所谓忠臣者乎？吴史欲以为国华，而不知损坚之令德。如其果然，以传子孙，纵非六玺之数，要非常人所畜，孙皓之降，亦不得但送六玺，而宝藏传国也。受命于天，奚取於归命之堂，若如喜言，则此玺今尚在孙门。匹夫怀璧，犹曰有罪，而况斯物哉！”
- 孙元宴：“委存张公翊圣材，几将贤德赞文台。争教不霸江山得，日月征曾入梦来。”
- 何去非：“特孙坚激于忠勇，投袂特起于区区之下郡，奋以诛卓，虽卓亦独惮而避之。惜乎！三失大机而功业不就，卒以轻敌遂殒其身，由无谋夫策士以发其智虑之所不及故也。”
- 晁补之：“吴人轻而无谋，自古记之矣。孙坚、孙策皆无王霸器。坚轻骑从敌，策暂出遇仇，俱以轻败。虽赖周瑜、鲁肃辈辅权嗣立，亦权稍持重，故卒建吴国也。”
- 王应麟：“孙坚与策，皆以轻敌陨其身。权出合肥之围，亦幸而免。 ”
- 洪迈：“董卓盗国柄，天下共兴义兵讨之，惟孙坚以长沙太守先至，为卓所惮，独为有功。故裴松之谓其最有忠烈之称。然长沙为荆州属部，受督于刺史王睿。睿先与坚共击零、桂贼，以坚武官，言颇轻之。及睿举兵欲讨卓，坚乃承案行使者，诈檄杀之，以偿囊忿。南阳太守张咨，邻郡二千石也，以军资不具之故，又收斩之。是以区区一郡将，乘一时兵威，辄害方伯、邻守，岂得为勤王乎？刘表在荆州，乃心王室，袁术志于逆乱，坚乃奉其命而攻之，自速其死，皆可议也。”
- 萧常：“自董卓称乱，四方倡义而起者非一，然皆负恃其众，因之以自封殖，卒无一人婴其锋者；独坚一战而败之，遂使西走，修复园陵，祗祀庙社，此其忠义奋发，岂袁、刘辈可同日语哉！惜其孤军无继，功弗克就，而其志有足尚也。”
- 郝经：“破虏以雄才壮略，遭汉衰末，慨然有拨定之志。崛起吴会，陵蹈中原，讨灭黄巾，劝诛董卓，识度远矣。逮卓废立劫迁，奋其忠烈，以偏师追亡逐北，使不敢东。修塞园陵，保完汉玺，威震函洛，向非袁术掣肘，扶义而西，汉未必亡。”
- 王夫之：“孙坚之始起，斩许生而功已著，参张温之军事，讨边章而名已立，非不可杰立而称雄也；奋起诛卓，先群帅而进屯阳人，卓惮之而与和亲，乃曰：‘不夷汝三族悬示四海，吾死不瞑目。’独以孤军进至雒阳，埽除宗庙，修塞诸陵，不自居功，而还军鲁阳。当斯时也，可不谓皎然于青天白日之下而无惭乎？故天下皆举兵向卓，而能以躯命与卓争生死者，孙坚而已矣。其次则曹操而已矣。”
- 罗贯中：“谁道江南少将才？明星夜夜照文台。欲诛董卓安天下，为首长沙太守来。”

## 家庭

### 子女
- 長男孫策，字伯符，吳侯
- 長女孙氏，弘咨妻
- 孙氏，陈某妻（未详是否同一女先后两嫁）
- 次男孫權，字仲謀，南昌侯
- 三男孫翊，字叔弼，丹陽太守
- 四男孫匡，字季佐，漢烏程侯
- 五男孫朗，孫朗為孫堅庶子，別名孫仁，但未記載生母姓名。而《三國演義》中則將其母定為吴夫人的妹妹吳國太
- 次女孫夫人，漢昭烈帝劉備夫人

其中一女为吴夫人所生，未详是谁。《三国演义》将孙夫人生母定为吴国太。历史上并未记载吴夫人有妹妹一同嫁给孙坚。

### 孫
孫策系
- 孫紹，孫策子，先封吳侯，後改封為上虞侯。
- 孫氏，顧邵妻。
- 孫氏，陆逊妻（陆逊为陆康的从孙）。
- 孫氏，朱纪妻（朱纪为朱治的次子）。

孫權系
- 孫登，字子高，孫權長子。
- 孫慮，字子智，孫權次子。
- 孫和，字子孝，孫權三子。
- 孫霸，字子威，孫權四子。
- 孫奮，字子揚，孫權五子。
- 孫休，字子烈，孫權六子，被擁立為孫吳第三任皇帝。
- 孫亮，字子明，孫權七子，繼任為孫吳第二任皇帝。
- 孫魯班，字大虎，孫權長女，先配周循，後配全琮。
- 孫氏（待考），孫權次女。劉纂妻，早卒。
- 孫魯育，字小虎，孫權三女，先配朱據，後配劉纂。
- 孫氏（待考），滕胤妻[29]。

孫翊系
- 孫松，字子喬，射聲校尉，封都鄉侯。黃龍三年卒。

孫匡系
- 孫泰（曹氏之甥、為長水校尉。嘉禾三年，跟從孫權圍攻新城，中流矢而死）

## 艺术形象

### 影视形象
- 中國中央電視台電視劇《三國演義》（1994年）：由吳曉東飾演孫堅。
- 中國電視劇《武圣关公》（2004年）：由罗灯宝飾演孫堅。
- 台灣民視/八大電視劇《終極三國》（2009年）：由那維勳飾演孫堅。
- 中國電視劇《三国》（2010年）：由范雨林飾演孫堅。
- 中國電視劇《武神赵子龙》（2016年）：由王斌飾演孫堅。
- 中國电视剧《少儿也三国》（2017年）：由王家辉飾演孫堅。
- 回宇执导電影《魔国志I之黄巾之乱》（2018年）：由张铎瀚飾演孫堅。
- 姜炫亦执导電影《江东战神少年周瑜》（2020年）：由孙蛟龙飾演孫堅。
- 周顯揚执导電影《真·三國無雙》（2021年）：由袁文康飾演孫堅。

### 動漫遊戲形象
- 真三國無雙系列 / 無雙OROCHI系列（光榮公司開發，徳山靖彥配音）
- 《蒼天航路》（王欣太）
- 《火鳳燎原》（陳某）、《火鳳燎原》外傳小說《伯符》（王貽興）:已死，僅在回顧如何得到王壐和戰死的劇情中登場，在外傳小說《伯符》中交代在襄陽之战中為袁術手下無名軍師的計謀安排下被時為黃祖之手下甘寧所射殺。
- 《BB戰士三國傳》孫堅積菲沙斯
- 《SD高達世界 三國創傑傳》孫堅迷惘高達